# Faneurs
Pour plus de détails, voir Fiche technique et Distribution.
Faneurs est un film français réalisé par Louis Lumière, sorti en 1897.

## Synopsis
Cette vue photographique animée, ainsi que les frères Lumière nommaient leurs bobineaux de pellicule impressionnée, montre une équipe d’agriculteurs et agricultrices, disposée en front, retournant l’herbe fraîchement fauchée afin de la faire sécher en partie. L’opération, le fanage, produit le foin que l’on donne en nourriture aux bovins en stabulation.

## Fiche technique
- Titre : Faneurs
- Réalisation : Louis Lumière
- Production : Société Lumière
- Photographie : Louis Lumière
- Format : 35 mm à 2 perforations rondes Lumière par photogramme, noir et blanc, muet
- Durée : 40 s
- Pays :  France
- Sortie : 1897

## Analyse
« Louis Lumière savait d'instinct que la manière la plus logique et la plus élégante de filmer un véhicule en mouvement, ou un cheval au galop, ou un régiment de fiers soldats qui défilent au pas, ou une équipe de faneurs maniant le râteau, était de se mettre prudemment sur le côté et de cadrer le sujet de trois-quarts, en inscrivant son déplacement dans une ligne de fuite », ce qu'on appelle la diagonale du champ.